# Moerisia pallasi
Moerisia pallasi är en nässeldjursart som först beskrevs av Alexander Nikolaevich Derzhavin 1912.  Moerisia pallasi ingår i släktet Moerisia och familjen Moerisiidae. Inga underarter finns listade i Catalogue of Life.